# Aphaobiella kofleri
Aphaobiella kofleri – gatunek chrząszcza z rodziny grzybinkowatych i podrodziny zyzkowatych.

## Taksonomia
Gatunek ten opisany został po raz pierwszy w 2016 roku przez Piera M. Giachino na łamach „Fragmenta Entomologica”. Jako miejsce typowe wskazano Zgornje Ravni na stokach Grintovca w słoweńskich Alpach. Epitet gatunkowy nadano na cześć Bojana Koflera, który jako pierwszy odłowił ten takson.

## Morfologia
Chrząszcz o ciele długości od 2,2 do 2,4 mm. Ubarwienie ma jednolicie żółtawoceglaste z długim, pokładającym się żółtym owłosieniem.
Głowa jest bezoka, o krótkich i cienkich czułkach sięgających do początkowej 1/5 pokryw.
Przedplecze jest poprzeczne, najszersze pośrodku, o brzegach bocznych równomiernie zakrzywionych w części przedniej i prawie równoległych przed prostymi, niezaokrąglonymi kątami tylnymi, a brzegu tylnym tak szerokim jak nasada pokryw i po bokach zafalowanym. Powierzchnia przedplecza jest lekko ziarenkowana i wyraźnie mikrorzeźbiona, wypłaszczona przy tylnych kątach. Pokrywy są sklepione z lekkim wciskiem przy szwie, w zarysie eliptyczne, pozbawione rzędu przyszwowego, płytko rowkowane poprzecznie. Śródpiersie ma tępo sklepione żeberko z wyraźnym, zaokrąglonym ząbkiem. Golenie przednie są łukowato zagięte dozewnętrznie, a środkowe i tylne proste. U obu płci przednie stopy nie są rozszerzone.
Genitalia samca mają środkowy płat edeagusa gruby, w widoku bocznym lekko zakrzywiowny, o nieznacznie dwufalistej grzbietowej krawędzi i odgiętym ku dołowi, zaokrąglonym, opatrzonym dwoma kilami szczycie, a w widoku grzbietowym o niemal równoległych bokach i prawie ściętym, wyraźnie pośrodku wykrojonym wierzchołku. Endofallus zawiera Y-kształtny element w części nasadowej i dwa duże, rowkowane elementy wrzecionowate w części odsiebnej. Nieznacznie dłuższe od środkowego płata paramery zakrzywiają się stopniowo i nieznacznie do wewnątrz. Genitalia samicy mają delikatnie C-kształtnie wygiętą, zarówno w części bliższej, jak i mocniej rozszerzonej części dalszej dobrze zesklerotyzowaną i poprzecznie rowkowaną spermatekę oraz mały i słabo odróżnialny od ujścia przewodu gruczoł dodatkowy.

## Ekologia i występowanie
Owad podziemny, znajdowany pod kamieniami i skałami. Zamieszkuje na rzędnych od 1540 do 2000 m n.p.m.
Gatunek palearktyczny, endemiczny dla Słowenii i Alp Kamnickich, podawany tylko ze stanowisk na górze Grintavec; większość z nich leży na Zgornje Ravni, a jedno na Spodnje Ravni koło schronu górskiego Češka koča.